# Crithagra frontalis
Crithagra frontalis е вид птица от семейство Чинкови (Fringillidae).

## Разпространение
Видът е разпространен в Бурунди, Замбия, Демократична република Конго, Кения, Руанда, Танзания и Уганда.